# زبان رپا نویی
زبان رپا نویی (انگلیسی: Rapa Nui language) (‎/ˌræpəˈnuːi/‎) یک زبان از خانواده زبان‌های مالایو-پلی‌نزیایی است.
این زبان که در جزیره ایستر تکلم می‌شود در سال ۲۰۰۷ میلادی ۲٬۷۰۰ نفر گویشور داشته‌است.